# Imilijjuaq Island
Imilijjuaq Island är en ö i Kanada.   Den ligger i territoriet Nunavut, i den östra delen av landet, 2 100 km nordväst om huvudstaden Ottawa. Arean är 2,6 kvadratkilometer.
Terrängen på Imilijjuaq Island är mycket platt. Öns högsta punkt är 32 meter över havet. Den sträcker sig 2,5 kilometer i nord-sydlig riktning, och 2,3 kilometer i öst-västlig riktning.